# 慶壽院

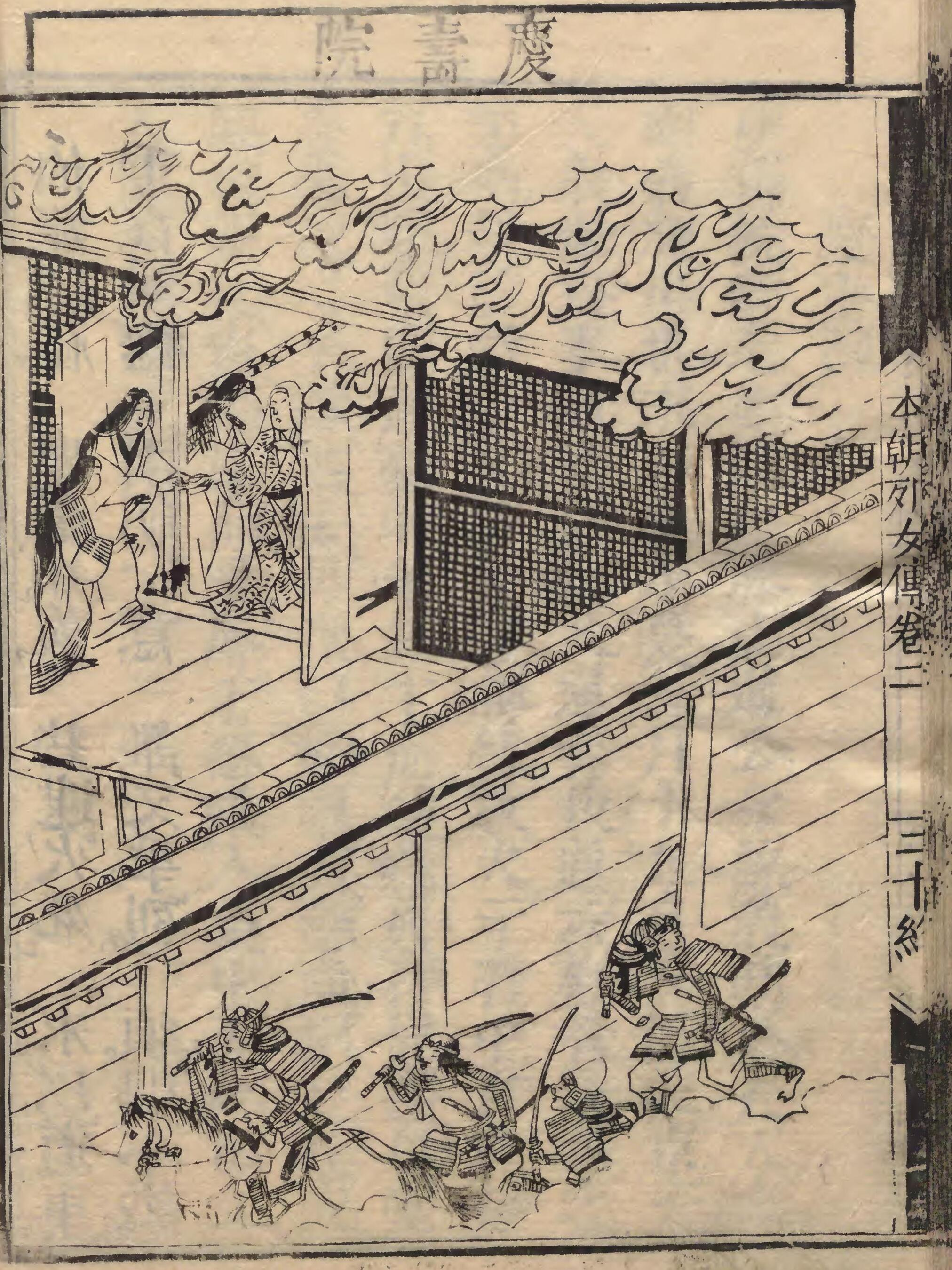
慶壽院

庆寿院（けいじゅいん，1514年—1565年6月17日），室町幕府第12代将軍足利義晴正室。关白近衛尚通之女，近衛稙家之妹。生母与他自己的本名不詳。第13代将軍足利義輝及第15代将軍足利義昭生母。
永正11年（1514年）出生。天文3年六月初八（1534年7月18日）与足利義晴举行婚礼。当日儀式伴随雷声进行。足利将軍家正室足利义满以来，都是从日野家迎娶，庆寿院是第一个从摄关家迎娶的正室。天文5年三月初十（1536年3月31日）在南禅寺生下嫡男義輝。天文15年十二月二十（1547年1月11日），義晴让给義輝将軍之职。天文19年五月初四（1550年5月20日），義晴在近江国因水腫病死。其妻出家号慶寿院。
之后，慶寿院作为義輝的监护人处理政務，其兄近衛稙家也参与幕府政務。她的侄子近衛前久去東国谋划将軍家及朝廷再興，長尾景虎上洛期待会见慶寿院。永禄8年五月十九（1565年6月17日），松永久秀、三好三人众袭击足利義輝的二条御所足利義輝战死、慶寿院投火自尽（永禄之变）。

## 脚注
1. ↑  湯川敏治《战国期公家社会と荘園経済》（続群書類従完成会、2005年） ISBN 978-4-7971-0744-9 ，P64-66）。
2. ↑  《御湯殿上日記》
3. ↑  《言継卿記》
4. ↑  《续应仁後記》天文19年5月9日条
5. ↑  《披露事記録》《大舘常興日記》